# Solenopsis metallica
A espécie Solenopsis metallica Pitts, Camacho, Gotzek, McHugh & Ross 2018 é uma formiga lava-pés descrita do Brasil . Pode ser diferenciada de outras espécies próximas usando-se caracteres químicos de veneno e ceras cuticulares .